# ادی مایلت
ادی مایلت متولد ۱۹ اکتبر ۱۹۶۷ داوری اهل سیشل می‌باشد که در سال ۲۰۰۱ به جمع داوران بین‌المللی پیوست او بازی‌های جام ملت‌های آفریقا، جام ملت‌های آسیا و جام جهانی ۲۰۱۰ را قضاوت کرده‌است او در جام جهانی ۲۰۱۰ بازی بین دو تیم شیلی با هندوراس را سوت زد.